# USS 미주리 (BB-63)
USS 미주리(USS Missouri, BB-63, "마이티 모" 또는 "빅 모")는 미해군이 마지막으로 건조한 아이오와급 전함이자, 일본이 도쿄만에서 항복문서에 서명한 것으로 잘 알려진 전함이다. 퇴역 이후 현재는 박물관용 선박(museum ship)으로 사용 중이다.

## 역사
미주리호는 미국 해군 건조수리국이 1938년에 "고속 전함"으로 기획한 아이오와급 전함의 3번함이며, 이 급의 전함들은 처음부터 파나마 운하 통과를 고려하여 설계된 탓에 동시기의 다른 전함들보다 폭이 좁다. 미주리호는 1940년 6월 11일에 주문되었고, 1941년 1월 6일에 용골(keel)이 뉴욕주 브루클린 해군 공창에 설치되어 건조에 들어갔다. 1944년 1월 29일에 진수되어, 동년 6월 11일에 실전배치되었다. 함명은 해리 S. 트루먼의 딸이자, 나중에 미주리주의 상원의원이 된 메리 마가렛 트루먼에 의해 명명되었다.

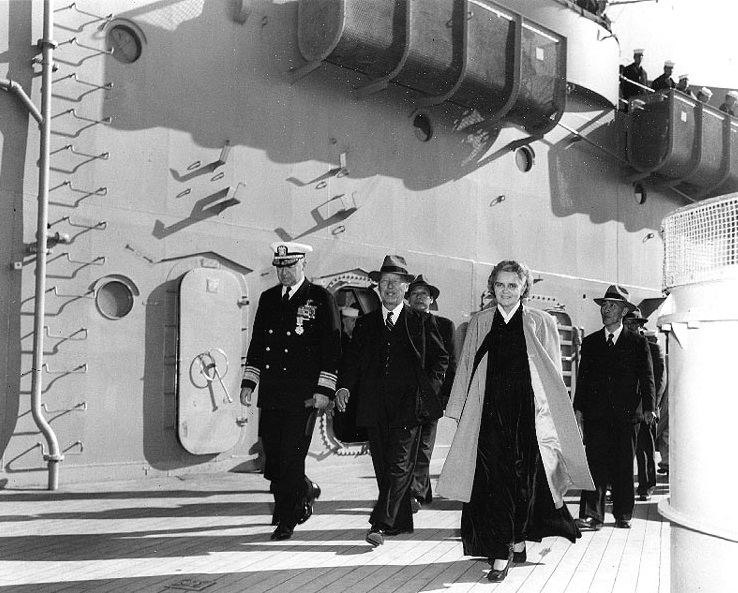
1951년 2월 3일, 미주리함을 방문한 이승만 대통령과 영부인 프란체스카.

제2차 세계 대전 중 미주리호는 유황도 전투와 오키나와 전투에 투입되었고, 홋카이도와 혼슈의 섬들에 대해 함포 사격을 가했다. 또한 1945년 9월 2일 일본 외무대신 시게미쓰 마모루가 정식으로 항복 문서에 서명했던 장소이기도 하다. 1950년대에는 한국전쟁에 참가했고, 임무해제되어 미국 해군 예비역 함대로 돌려졌다. 1980년대에 재취역하여, 최신 무기들을 장비했고, 1991년에 걸프 전쟁에 참가하여 걸프 전쟁이 마지막으로 실전에 배치된 전투가 되었다.
미주리는 1992년 3월 31일 최종적으로 퇴역하였다. 11차례에 걸쳐 Battle Star 훈장이 수여되었고, 현재는 진주만에서 전쟁 기념관으로 사용중이다.

## 역대 함장
미주리호는 23차례의 실전투입과 20명의 함장이 지휘했다.
1. 윌리엄 캘러헌 대령 - 1944년 6월 11일 ~ 1945년 5월 14일
  - 미주리호의 첫 함장
2. 스튜어트 S. 머레이 대령 - 1945년 5월 14일 ~ 1945년 11월 6일
  - 일본 항복 조인식 당시 함장이었다.
3. 로스코 H. 힐렌쾨터 대령 - 1945년 11월 6일 ~ 1946년 5월 31일
  - 나중에 CIA의 간부가 되었다.
4. 톰 B. 힐 대령 - 1946년 5월 31일 ~ 1947년 4월 2일
5. 로버트 데니슨 - 1947년 4월 2일 ~ 1948년 1월 23일
  - 후에 트루만 대통령의 참모가 되었다.
6. 존 B. 콜웰 대령 - 1948년 2월 23일 ~ 1948년 2월 24일\
7. 제임스 H. 태취 대령 - 1948년 2월 24일 ~ 1949년 2월 5일
  - 유명한 존 태취 해군항공대 조종사의 형제다.
8. 해롤드 P. 스미스 대령 - 1949년 2월 5일 ~ 1949년 11월 10일
9. 윌리엄 D. 브라운 대령 - 1949년 11월 10일 ~ 1950년 2월 3일
  - "Muddy"(진흙창) 브라운이란 별명이 붙었다; 미주리호가 좌초되었다.
10. 조지 E. 페크험 대령 - 1950년 2월 3일 ~ 1950년 2월 7일
  - 대령이 아닌 중령 계급으로 첫 번째 함장이 된 인물. 브라운 함장이 좌초사건 후에 해임되고서 임명되었다.
11. 해롤드 스미스 대령 - 1950년 2월 7일 ~ 1950년 4월 19일
  - 승무원들의 신뢰와 사기 문제로 복귀했다.
12. 어빙 듀크 대령 - 1950년 4월 19일 ~ 1951년 3월 2일
13. 조지 C. 라이트 대령 - 1951년 3월 2일 ~ 1951년 10월 18일
14. 존 실베스터 대령 - 1951년 10월 18일 ~ 1952년 9월 4일
15. 워너 에드살 대령 - 1952년 9월 4일 ~ 1953년 3월 26일
  - 일본 사세보항으로 귀함 도중 함교에서 심장발작으로 사망했다.
16. 제임스 노스 중령 - 1953년 3월 26일 ~ 1953년 4월 4일
  - 함장 사망후 지휘를 맡았다.
17. 로버트 브로디 대령 - 1953년 4월 4일 ~ 1954년 4월 1일
18. 로버트 케이스 대령 - 1954년 4월 1일 ~ 1954년 9월 18일
19. 제임스 노스 대령 - 1954년 9월 18일 ~ 1955년 2월 26일
  - 대령으로 승진하고 다시 미주리호의 함장이 되었다.
20. 앨버트 리 카이스 대령 - 1986년 5월 10일 ~ 1986년 6월 20일
  - 재취역 후 첫 함장이다. 건강상의 문제로 1986년 6월에 함장에서 물러났다.
21. 제임스 카니 대령 - 1986년 6월 20일 ~ 1988년 7월 6일
22. 존 체르니스키 대령 - 1988년 7월 6일 ~ 1990년 6월 13일
23. 앨버트 리 카이스 대령 - 1990년 6월 13일 ~ 1992년 3월 13일
  - 건강상 이유로 물러났다가 걸프전 때 다시 함장이 되었다.

## 대중문화
- 그레고리 팩이 출연한 1977년의 영화 맥아더에서 일본의 항복을 받는 장면에서 사용되었다.
- 1983년, 랄프 벨라미와 로버트 미첨이 출연한 텔레비전 미니시리즈 《전쟁의 폭풍》(The Winds of War)에서 여러 번 등장했다.
- 1992년, 스티븐 시갈이 출연한 영화 《언더시즈》에서 비록 영화 세트는 앨라배마호에서 촬영했지만 미주리호라고 나온다.
- Cher의 뮤직 비디오 "If I Could Turn Back Time"은 대부분 미주리호에서 촬영되었다.
- 벤 애플렉와 쿠바 구딩 주니어가 출연한 영화 《진주만 (영화)》에서도 등장한다.
- USS 미주리는 존 링고의 책 《Gust Front》에서 주요 역할을 맡는다. 책에서 미주리는 16인치 함포로 수천의 Posleen을 죽인다.
- 2012년 개봉된 영화 《배틀쉽》에서 외계세력과 교전을 벌인다.

## 참고자료
- Paul Chan, Ian and McAuley, Rob. The Battleships. Channel 4 Books, London ISBN 0-7522-6188-6
- Naval Historical Foundation. The Navy. Barnes & Noble Inc, China ISBN 9780760762189(0-7607-6218-X)